# Avenue Reine Élisabeth
L'avenue Reine Élisabeth est une artère liégeoise.

## Situation et accès
Cette avenue plate et pavée s'élargit en son centre formant ainsi une place arborée d'une superficie d'environ 6 500 m2 (bancs). Située dans le quartier administratif des Vennes, elle débute place des Nations-Unies et se termine boulevard Émile de Laveleye.
Rues adjacentes
- Place des Nations-Unies
- Rue de Londres
- Rue de Stavelot
- Rue de Turin
- Rue de Wetzlar
- Rue de l'Amblève
- Boulevard Émile de Laveleye

## Origine du nom
L'avenue porte le nom d'Élisabeth, troisième reine des Belges. 

## Historique
Percée au début du XXe siècle sous le nom d'« avenue de l'Allemagne », l'avenue porte depuis la fin de la Première Guerre mondiale le nom d'« avenue Reine Élisabeth ».

## Architecture et urbanisme
L'avenue est bordée par des maisons caractéristiques de l'architecture bourgeoise ainsi que par le grands ensembles d'immeubles à appartements construits essentiellement des années 1920 aux années 1940 où apparaissent plusieurs styles en vogue à cette époque comme l'Art déco ou le Modernisme.